# Oakwood (Missouri)
Oakwood és una població dels Estats Units a l'estat de Missouri. Segons el cens del 2000 tenia 197 habitants.

## Demografia
Segons el cens del 2000, Oakwood tenia 197 habitants, 75 habitatges, i 71 famílies. La densitat de població era de 380,3 habitants per km².
Dels 75 habitatges en un 25,3% hi vivien nens de menys de 18 anys, en un 89,3% hi vivien parelles casades, en un 4% dones solteres, i en un 5,3% no eren unitats familiars. En el 5,3% dels habitatges hi vivien persones soles l'1,3% de les quals corresponia a persones de 65 anys o més que vivien soles. El nombre mitjà de persones vivint en cada habitatge era de 2,63 i el nombre mitjà de persones que vivien en cada família era de 2,72.
Per edats la població es repartia de la següent manera: un 20,3% tenia menys de 18 anys, un 4,6% entre 18 i 24, un 15,7% entre 25 i 44, un 35% de 45 a 60 i un 24,4% 65 anys o més.
L'edat mediana era de 50 anys. Per cada 100 dones de 18 o més anys hi havia 98,7 homes.
La renda mediana per habitatge era de 81.412 $ i la renda mediana per família de 83.387 $. Els homes tenien una renda mediana de 56.250 $ mentre que les dones 36.750 $. La renda per capita de la població era de 35.242 $. Cap de les famílies estaven per davall del llindar de pobresa.

## Poblacions més properes
El següent diagrama mostra les poblacions més properes.